# Dysenterie

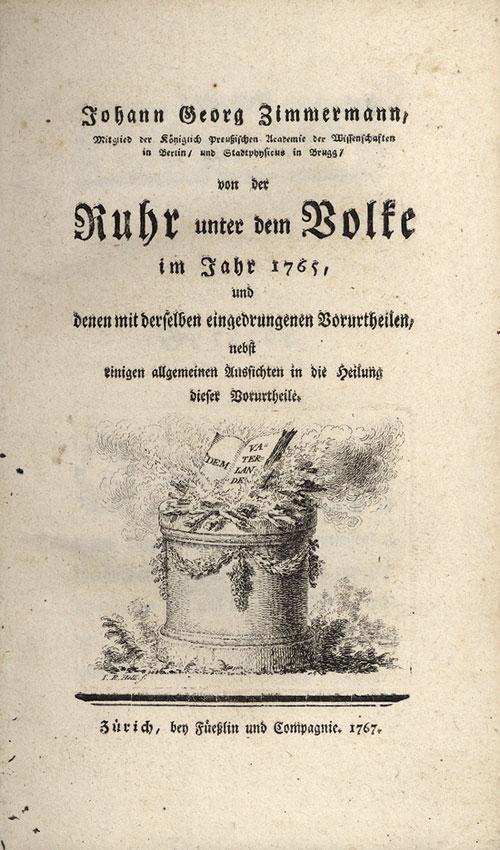
Eine frühe wissenschaftliche Arbeit über die Ruhr war Johann Georg Zimmermanns Von der Ruhr unter dem Volke im Jahr 1765, und denen mit derselben eingedrungenen Vorurtheilen, nebst einigen allgemeinen Aussichten in die Heilung dieser Vorurtheile (Zürich 1767).

Als Dysenterie (veraltete Bezeichnung Dissenterie; lateinisch Dysenteria) oder Ruhr (von mittelhochdeutsch ruor „Bauchfluss, Ruhr, verschiedene Formen der Dysenterie“, von althochdeutsch ruora „Strömung, schnelles Fließen; schnelle Bewegung, schnell fließendes Wasser“ und verwandt mit den Gewässernamen „Ruhr“ und „Rur“) wird in engerem Sinn eine entzündliche Erkrankung des Dickdarms bei einer bakteriellen Infektion bezeichnet (Bakterienruhr). In weiterem Sinn wird unter Dysenterie auch eine Durchfallerkrankung verstanden, die bei Infektionen mit Parasiten wie Amöben (Amöbenruhr) oder Lamblien auftritt oder bei Virusinfektionen.
Mit dem veralteten Ausdruck Dysenteria catarrhalis wird dagegen die Zöliakie-Erkrankung bei Gluten-Unverträglichkeit bezeichnet.

## Entstehung und Symptome
Die Krankheitszeichen der Dysenterie (früher auch „Darmgicht“ genannt) wurden bereits im Altertum von Hippokrates beschrieben. Später trat die Erkrankung vor allem als Kriegsseuche in Erscheinung. Einen Erreger der Ruhr entdeckte Kiyoshi Shiga 1897 in Japan, den gleichen beschrieben etwa zeitgleich in Europa auch Walter Kruse, Angelo Celli und André Chantemesse: ein gramnegatives Stäbchenbakterium. Diese Shigellen sind Auslöser der bakteriellen Ruhr, auch Bakterienruhr bzw. Shigellose genannt; sie werden meist durch Kontakt mit infektiösem Kot oder verunreinigtem Essen verbreitet. Daneben ist auch eine durch Protozoen, Amöben, hervorgerufene Dysenterie bekannt, Amöbenruhr bzw. Amöbiasis genannt, bei der verunreinigtes Wasser die häufigste Ursache der Infektion ist.
Als erste Anzeichen einer Dysenterie (früher gelegentlich auch Darmgicht genannt) treten nach einer Inkubationszeit von ca. 2–3 Tagen kolikartige Bauchschmerzen und Diarrhö auf. Die Stuhlentleerung ist mit 8–30 Mal am Tag sehr häufig und zudem schmerzhaft (Tenesmen). Der Stuhl ist meist schleimig und hell (weiße Ruhr, „Lienterie“, lateinisch Lienteria), seltener blutig (rote Ruhr, historisch als Blutgang und Roter Schaden bezeichnet). Auch Fieber ist möglich, aber uncharakteristisch. Normalerweise kommt es nach einem Verlauf von 4 bis maximal 14 Tagen zur Erholung. Die Erkrankung kann jedoch infolge des starken Flüssigkeits- und Elektrolytverlustes zu einer lebensbedrohlichen Dehydratation und vor allem bei Kleinkindern zu zentralnervösen Symptomen, Nierenversagen und Kreislaufkollaps führen. Die schwersten Verläufe werden bei Infektionen durch die 1897 entdeckte Spezies Shigella dysenteriae beobachtet, die neben den darmschädigenden Enterotoxinen noch weitere Giftstoffe, Shiga-Toxine genannt, bilden kann. Infektionen mit Shigella sonnei verlaufen dagegen in milderer Form.

## Krankheitsfolgen
Als Nachkrankheit kann sich ein Reiter-Syndrom entwickeln: Die Reiter-Trias besteht aus entzündlichen Prozessen am Auge (Konjunktivitis, Iritis, Lidschwellungen), an der Harnröhre und an Gelenken (Arthritis, Bursitis, Synovitis).

## Therapie
Neben der symptomatischen Therapie sind Chinolon-Antibiotika, Aminopenicilline, Cephalosporine und Cotrimoxazol Mittel der Wahl, aber auch Tetracycline und Sulfonamide können eingesetzt werden. Für die optimale Therapie unverzichtbar ist die Empfindlichkeitsprüfung.